# Cteniscus scaphuloides
Cteniscus scaphuloides là một loài tò vò trong họ Ichneumonidae.